# Carpodetaceae
Classification APG (1998)
Famille
Classification APG II (2003)
La famille des Carpodétacées regroupe des plantes dicotylédones. En classification APG (1998), elle comprend les genres :
- Abrophyllum, Carpodetus, Cuttsia

Ce sont des arbres originaires de Nouvelle-Zélande, d'Australie et de Nouvelle-Guinée.
En classification phylogénétique APG II (2003) et en classification phylogénétique APG III (2009) cette famille est invalide et ses genres sont incorporés dans la famille Rousseaceae.